# Västra Vemmenhögs socken
Västra Vemmenhögs socken i Skåne ingick i Vemmenhögs härad, ingår sedan 1971 i Skurups kommun och motsvarar från 2016 Västra Vemmenhögs distrikt.
Socknens areal är 5,85 kvadratkilometer varav 5,80 land. År 2000 fanns här 179 invånare. Kyrkbyn Västra Vemmenhög med sockenkyrkan Västra Vemmenhögs kyrka ligger i socknen. 

## Administrativ historik
Socknen har medeltida ursprung. 
Vid kommunreformen 1862 övergick socknens ansvar för de kyrkliga frågorna till Västra Vemmenhögs församling och för de borgerliga frågorna bildades Västra Vemmenhögs landskommun. Landskommunen uppgick 1952 i Vemmenhögs landskommun som uppgick 1971 i Skurups kommun. Församlingen uppgick 2002 i Skivarps församling.
1 januari 2016 inrättades distriktet Västra Vemmenhög, med samma omfattning som församlingen hade 1999/2000.  
Socknen har tillhört län, fögderier, tingslag och domsagor enligt vad som beskrivs i artikeln Vemmenhögs härad. De indelta soldaterna tillhörde Södra skånska infanteriregementet, Vemmenhögs kompani och Skånska dragonregementet, Vemmenhögs skvadron, Borreby kompani.

## Geografi
Västra Vemmenhögs socken ligger väster om Ystad och nordost om Trelleborg. Socknen är en odlad slättbygd på Söderslätt.

## Fornlämningar
Från stenåldern är boplatser funna. Från bronsåldern finns gravhögar och boplatser. 

## Namnet
Namnet skrevs 1318 Wämundähögh westre och kommer från kyrkbyn. Efterleden är hög. Förleden innehåller mansnamnet Wemund.